# Räddningsstation Simpevarp (sjöräddning)
Räddningsstation Simpevarp är en av Sjöräddningssällskapets räddningsstationer.
Räddningsstation Simpevarp ligger i Figeholm utanför Oskarshamn. Den inrättades 1990 och har 21 frivilliga sjöräddare. 

## Räddningsfarkoster
- 12-13 Rescue Burre, ett 11,8 meter långt räddningsfartyg av Victoriaklass, byggt 2001
- 8-15 Rescue Swedbank, en 8,4 meter långt räddningsfartyg av Gunnel Larssonklass, byggd 2005
- 3-14 Rescuerunner Viggen, en 3,6 meter lång vattenscooter, byggd 2005
- Miljöräddningssläp tillverkat av Marine Alutech, delat ansvar med Räddningsstation Mönsterås, placering i Oskarshamn

## Tidigare räddningsfarkoster
- 5-09 Rescue OKG Craft, en 5,4 meter lång Avon Searider ribbåt, byggd 1990